# Портрет Ивана Никитича Инзова
«Портрет Ивана Никитича Инзова» — картина Джорджа Доу и его мастерской, из Военной галереи Зимнего дворца.
Картина представляет собой погрудный портрет генерал-лейтенанта Ивана Никитича Инзова из состава Военной галереи Зимнего дворца.
К началу Отечественной войны 1812 года генерал-майор Инзов командовал 9-й пехотной дивизией, участвовал в сражениях под Кобрином и Городечно, на Березине и преследовал остатки разбитой Великой армии до Немана. Во время Заграничных походов 1813 и 1814 годов отличился при взятии Торна и в сражении при Бауцене. С лета 1813 года был дежурным генералом Польской армии, за отличие при осаде Гамбурга произведён в генерал-лейтенанты.
Изображён в генеральском вицмундире, введённом для пехотных генералов 7 мая 1817 года. На шее кресты орденов Св. Георгия 3-го класса и Св. Владимира 2-й степени; по борту мундира крест ордена Св. Иоанна Иерусалимского; справа на груди серебряная медаль «В память Отечественной войны 1812 года» на Андреевской ленте, звёзды орденов Св. Александра Невского и Св. Владимира 2-й степени, между ними шитая звезда ордена Св. Иоанна Иерусалимского. Подпись на раме с ошибкой в чине (должен быть указан «генерал-лейтенант»): И. Н. Инзовъ, Генералъ Маiоръ.
7 августа 1820 года Комитетом Главного штаба по аттестации Инзов был включён в список «генералов, заслуживающих быть написанными в галерею» и 6 ноября 1821 года император Александр I повелел написать его портрет для Военной галереи. Инзов в это время состоял наместником Бессарабской области. 12 ноября того же года Инспекторским департаментом Военного министерства ему было отправлено уведомление: «Портрет его Высочайше повелено написать живописцу Дове, посему если изволит прибыть в Санкт-Петербург, то не оставить иметь с Дове свидание». Сведений о том, когда Инзов приезжал в столицу, найти не удалось. Гонорар Доу был выплачен 21 июня 1827 года и 22 апреля 1828 года. Готовый портрет поступил в Эрмитаж 26 апреля 1828 года. Предыдущая сдача готовых портретов была 21 января 1828 года, соответственно картина датируется между этими числами.
В. М. Глинка и А. В. Помарнацкий считают, что он написан не с натуры, а с присланного в качестве образца неизвестного портрета-прототипа:

Но на этом посредственном портрете — копии с работы какого-то провинциального живописца — лицо Инзова хранит явную печать спокойствия и ума, свойственных этому скромному и доброму человеку.

В 1840-е годы в мастерской И. П. Песоцкого по рисунку И. А. Клюквина с портрета была сделана литография, опубликованная в книге «Император Александр I и его сподвижники» и впоследствии неоднократно репродуцированная. В части тиража была напечатана другая, неподписанная, литография с этого портрета, отличающаяся мелкими деталями.